# Elaphidion jamaicensis
Elaphidion jamaicensis là một loài bọ cánh cứng trong họ Cerambycidae.